# Neoperla theobromae
Neoperla theobromae és una espècie d'insecte plecòpter pertanyent a la família dels pèrlids.

## Hàbitat
En el seu estadi immadur és aquàtic i viu a l'aigua dolça, mentre que com a adult és terrestre i volador.

## Distribució geogràfica
Es troba a Malèsia: Borneo (incloent-hi Brunei i els territoris administrats per Malàisia i Indonèsia).